# Ognissanti-Madonna
Die Ognissanti-Madonna ist ein Gemälde des italienischen Malers Giotto di Bondone. Die thronende Madonna mit Kind, Engeln und Heiligen entstand um das Jahr 1310 für die Kirche Ognissanti in Florenz. Das Gemälde befindet sich heute in den Uffizien.

## Bildbeschreibung

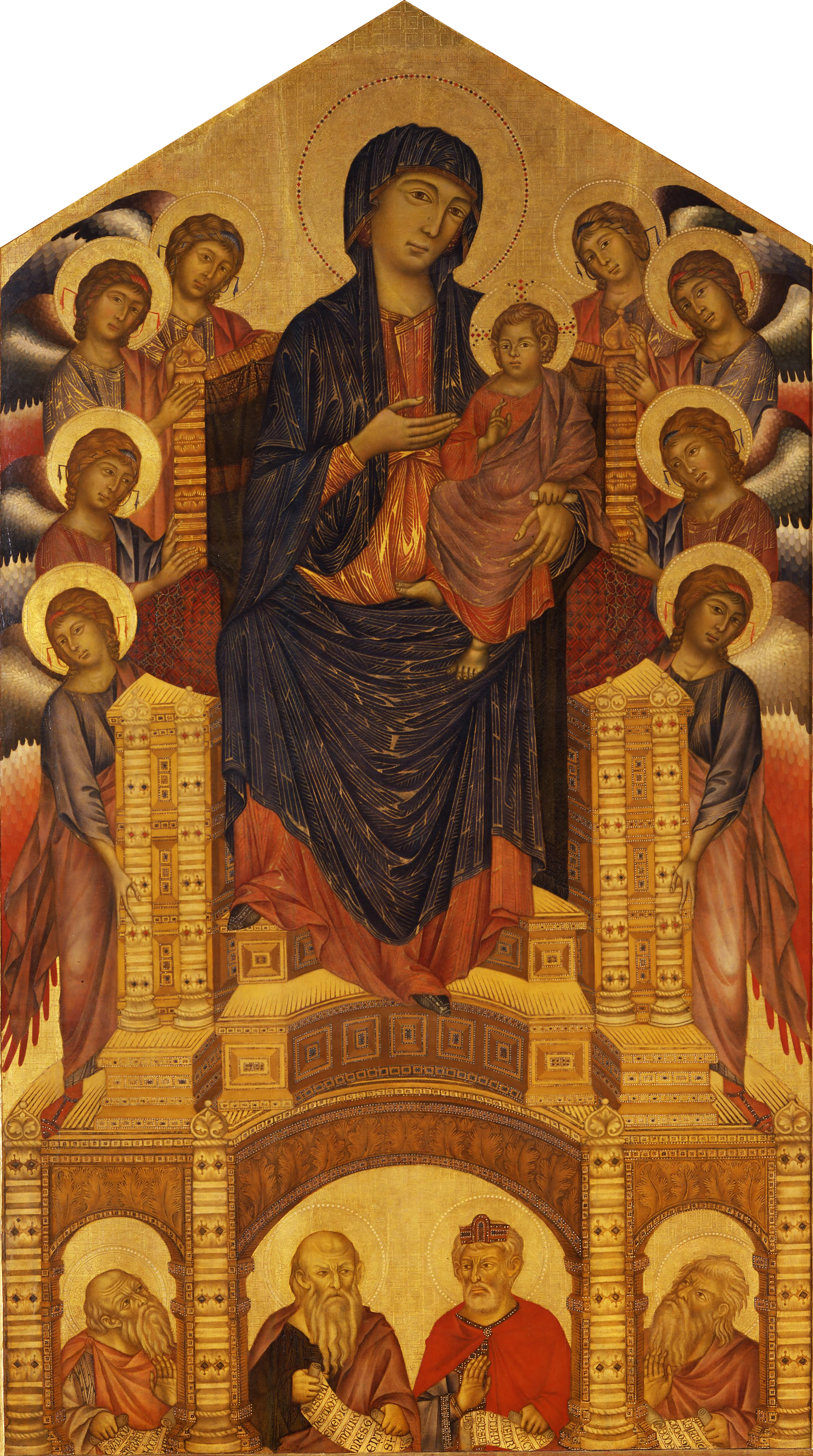
Thronende Madonna, Cimabue, 1272–1274

Die Ognissanti-Madonna ist eine großformatige Tafel mit einer dachartigen Rahmenform. Die in der Mitte thronende, von Heiligen und Engeln umstandene Madonna ist in der Bedeutungsperspektive dargestellt, d. h., sie ist zur Unterstreichung ihres gleichsam göttlichen Ranges größer dargestellt als die sie umgebenden Figuren. Ein Hintergrund im heutigen Sinne fehlt. Der Thron und die Figuren sind im oberen Drittel von Goldgrund umgeben, der nach dem damaligen Verständnis das göttliche Licht darstellte. Dieses göttliche Licht setzt sich als Heiligenschein bis in den unteren Bereich fort. Der Körper der Madonna ist plastisch wiedergegeben, die Sitzhaltung durch die Farbwahl deutlich hervorgehoben. Bei naher Betrachtung ist erkennbar, dass bei der sanft lächelnden Madonna sogar Zähne erkennbar sind. Sie entspricht zwar mit ihrer Kopf- und Körperhaltung noch der byzantinischen Gesichts- und Gebärdenformel. Giotto hat seiner Madonna aber individuelle Züge verliehen. Stufen führen von der Unterkante des Rahmens schrittweise zu einem baldachinartigen Gehäuse, die Madonna ist durch den Bogen des Baldachins überkrönt.

## Einordnung
Es gibt eine Reihe vergleichbarer Madonnen-Darstellungen, darunter beispielsweise die rund 35 Jahre früher entstandene Thronende Madonna von Cimabue. Das Gemälde von Cimabue entspricht noch deutlich stärker der byzantinischen Gesichts- und Gebärdenformel. Das Tafelgemälde von Giotto wird heute als ein Werk eingeordnet, das am Beginn der Entwicklung hin zur Renaissance steht. 

## Einzelbelege
1. ↑   Nerdinger, S. 51